# 施瓦本號飛船
齊柏林飛船十號－施瓦本 （德語：LZ 10 Schwaben），為齊柏林飛船製造公司於西元1911年製造，由德国飞艇旅行公司  （德語：Deutsche Luftschiffahrts-Aktiengesellschaft，簡稱DELAG）使用於乘客運輸，它被認為是第一架在商業上成功的載客飛行器。

## 設計
施瓦本號長140.21公尺（460英尺），直徑14（46英尺） ，氣體容量17,800 m3（628,000 cu ft）。由三具108 kW（145 hp） 梅巴赫引擎提供最高76公里（47英里）的時速。施瓦本號是齊柏林飛船中第一個使用梅巴赫引擎的型號。圓柱形船體結構由三角形龍骨支撐，
其中間的空間可容納乘客艙，可容納20。兩個吊艙懸掛在龍骨上，前方吊艙包含控制室和一個發動機，後吊艙包含剩餘的兩個發動機。發動機驅動安裝在船體兩側支架上的兩對鋁製螺旋槳。

## 營運歷史

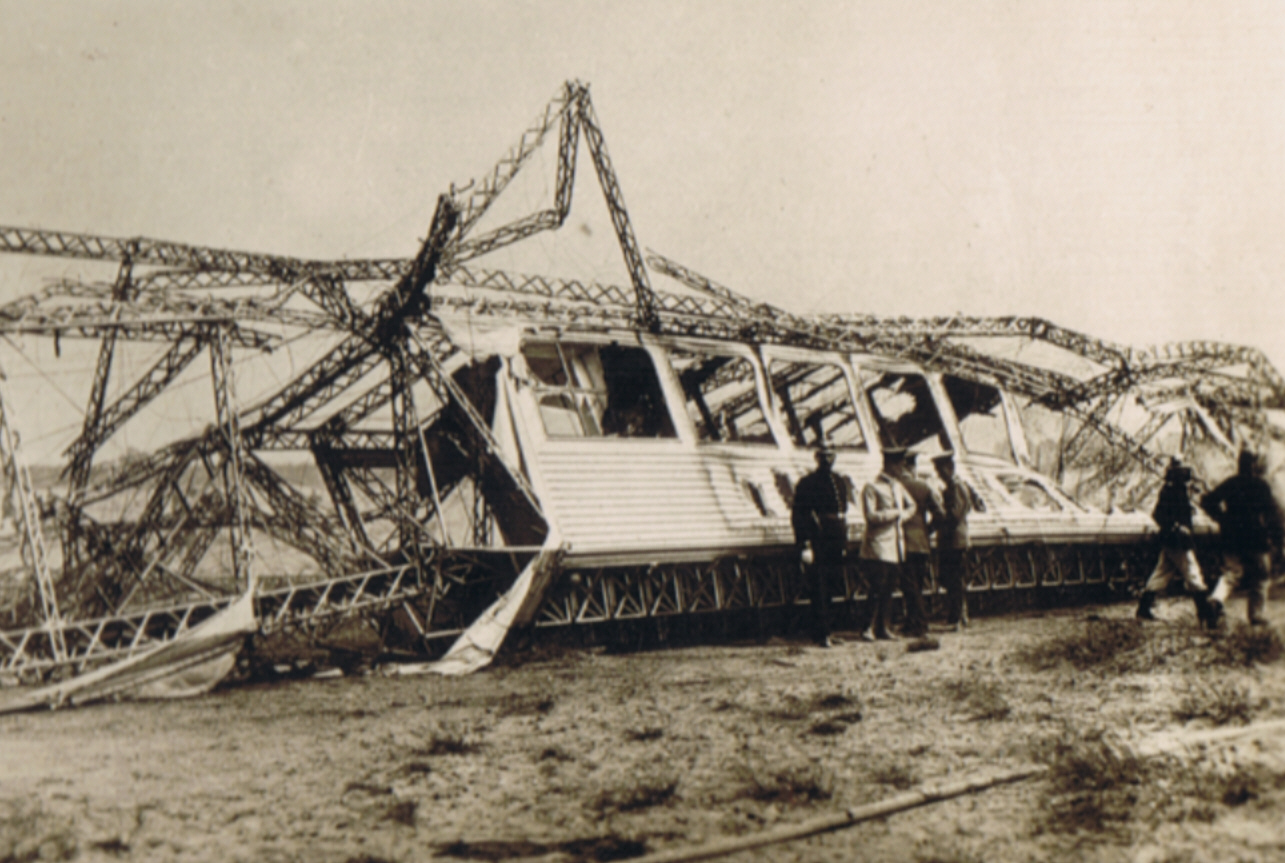
火災後施瓦本號客艙的殘骸

施瓦本號在西元1911年6月26首飛，並在三周後的7月16日投入服務。它被稱作"幸運飛船"，它比DELAG先前投入使用的任何飛船更成功，同時也是歷史上第一架在商業上取得成功的航空器。 在接下來的一年中，它完成了218次航班，總共運送了1,553名乘客。 其中包括威廉王儲和他的妻子。擁有氣船駕駛執照的王儲乘坐在控制室，而公主和她的僕人坐在客艙，並於柏林上空飛行。
施瓦本號在西元1912年6月28日的一次大風中摧毀，當時它位於杜塞尔多夫附近的機場  ，大風使它無法駛入船艙，並劃破了機身上方的蒙皮， 由於橡膠棉氣囊中積聚的靜電引起的火花點燃氫氣，整艘飛船迅速引起大火，有關損害的報導內容都不相同，當時紐約時報認為該起意外導致三十四名士兵受傷， 其他的則是認為約三十 到四十名人員受傷。

## 規格
数据来源： Robinson 1973 p.330
基本诸元
- 乘员： 13
- 载客量： 20
- 长度： 140.21公尺（460英呎0英吋）
- 直径： 14.02公尺（46英呎0英吋）
- 体积： 17,800立方公尺（630,000立方英呎）
- 发动机： 3 × 邁巴赫C-X六缸直列活塞引擎，108千瓦（145匹馬力） 每个

性能
- 最大速度： 77公里/時（47英里/時）
- 航程： 1,400公里（900英里）

## 相關連結
- 齊柏林飛船列表（英语：List of Zeppelins）
- Post-Luftschiff Schwaben über Offenbach am Main 1912. Commons

## 註腳
1. ↑   (PDF). www.zeppelin.de.   [2010-07-30]. （原始内容 (PDF)存档于2011-07-19）.
2. ↑  . USA Today. 2009-10-29  [2010-07-30]. （原始内容存档于2010-11-14）.
3. ↑  Botting, Douglas. . Time-Life Books. 2006: 42.
4. ↑  Robinson, Douglas.  3rd. Henley-on-Thames: Foulis. 1971: 15. ISBN 0 85429 130 X.
5. ↑  . Flight. 1911-11-18: 1009  [2018-09-29]. （原始内容存档于2018-08-15）.
6. ↑  . The Evening Post (New Zealand). 1912-06-29: 7  [2010-07-31]. （原始内容存档于2013-12-25）. A squall at Dusseldorf wrecked an anchored airship. ... injured several people
7. ↑  . The Straits Times. 1912-06-29: 9  [2010-07-31]. thirty people were injured
8. ↑  Robinson 1973, p.61
9. ↑   (PDF). New York Times. 1913-10-18  [2010-08-02]. thirty-four soldiers were injured ... She was at anchor before her shed when a gust of wind tore her from her moorings.
10. ↑  postcard image courtesy of Jean-Pierre Lauwers with caption: "28 Jun 1912, LZ 10 Schwaben met a fiery end on Golzheimer heide near Düsseldorf. ... forty persons were wounded. ... Eight passengers and crewmen, including Dürr were seriously injured ... soldiers ... suffered flash burns."

## 延伸閱讀
维基共享资源上的相關多媒體資源：施瓦本號飛船
- Evening Post – 9 November 1912 – Page 10 （页面存档备份，存于），載於報紙上的施瓦本號統計資料。